# Ricanoptera inculta
Ricanoptera inculta är en insektsart som beskrevs av Melichar 1898. Ricanoptera inculta ingår i släktet Ricanoptera och familjen Ricaniidae. Inga underarter finns listade i Catalogue of Life.